# Ancien hôtel de ville de Bamberg
L'ancien hôtel de ville de Bamberg est, comme son nom l'indique, l'ancien siège de la municipalité de Bamberg, en Bavière (Allemagne). Il est bâti au XIVe siècle, sur une île artificielle de la Regnitz.
Depuis 1995, il abrite le musée Ludwig de la porcelaine, l'un des plus grands d'Europe.

## Galerie

Ancien hôtel de ville - Altes Rathaus
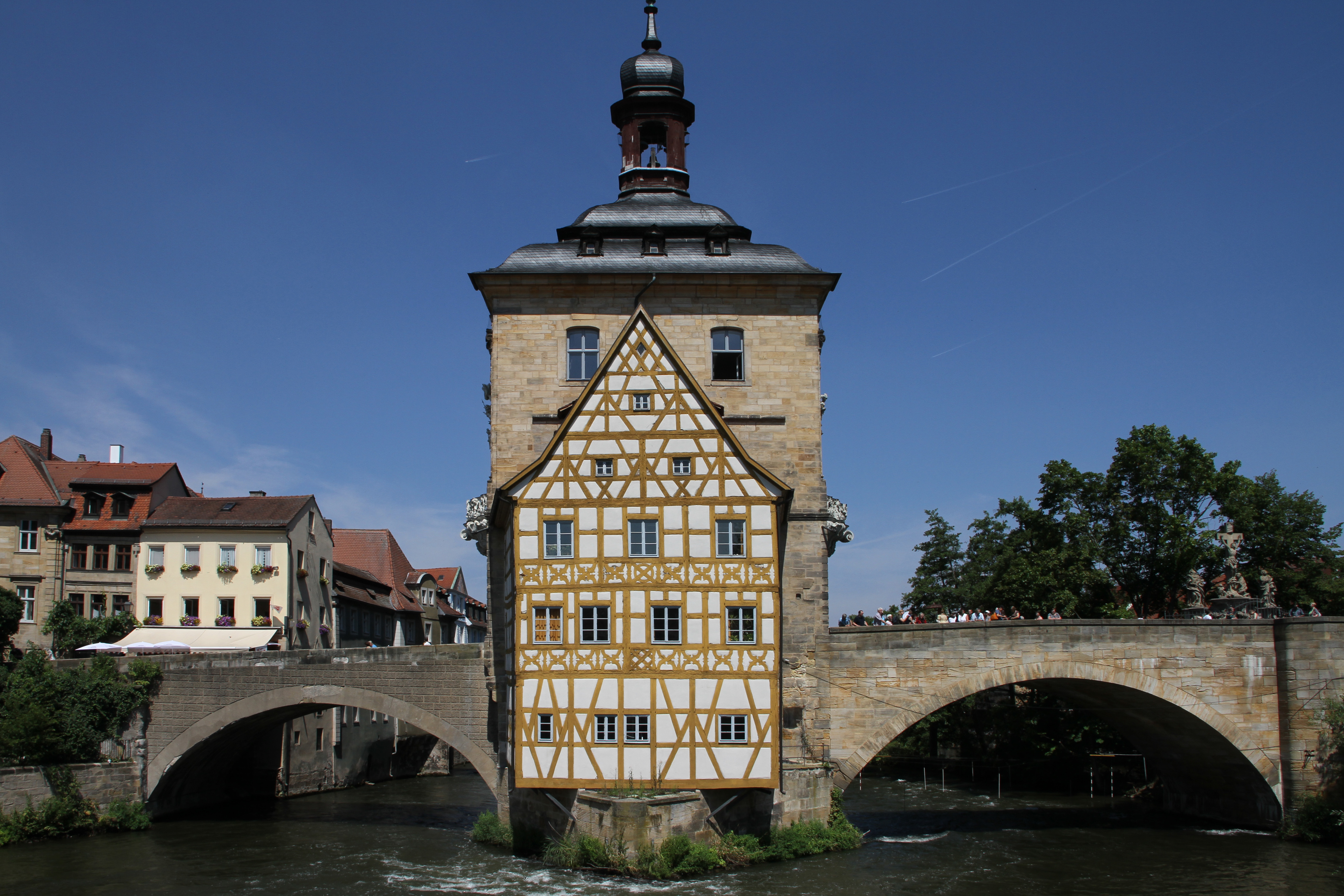
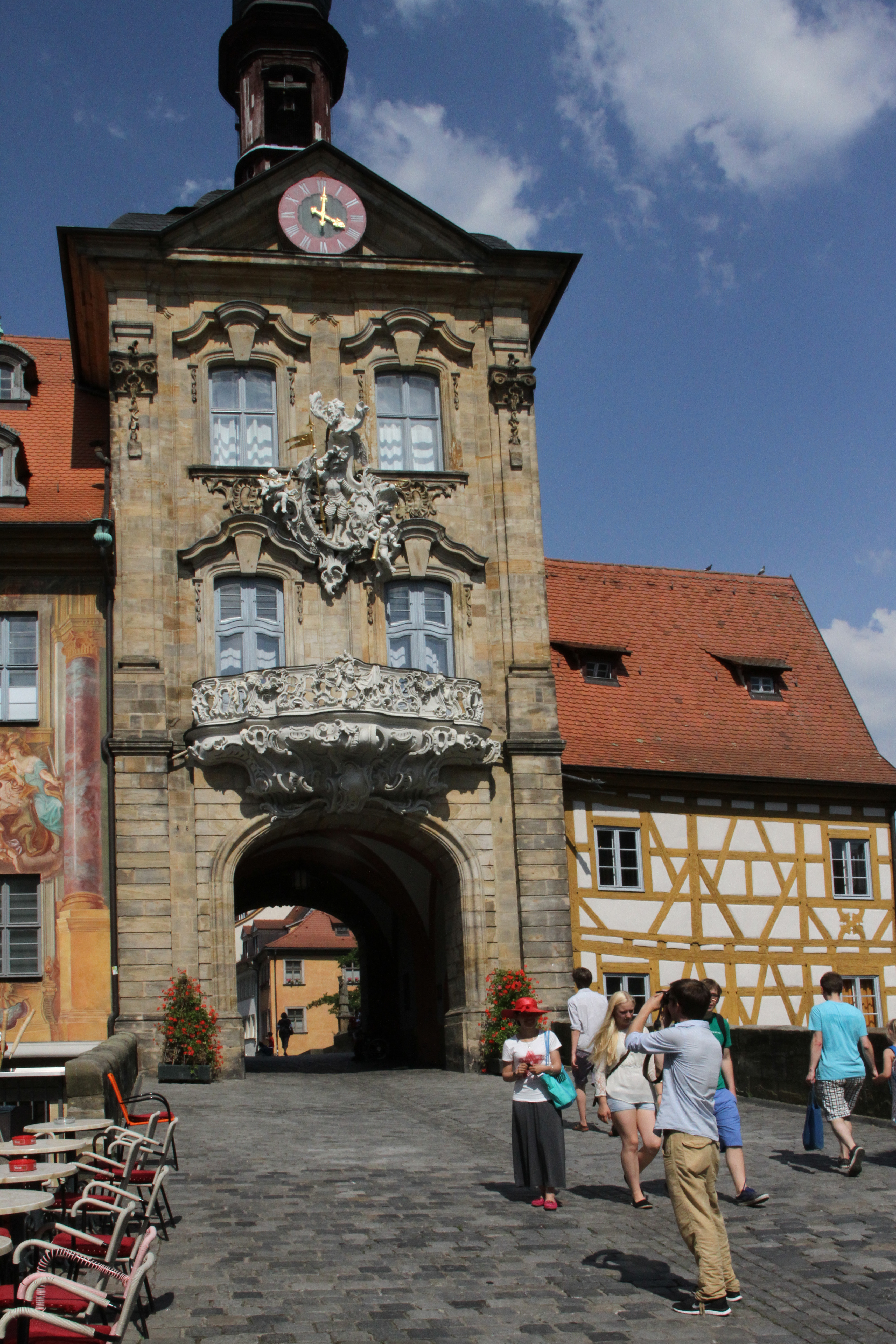
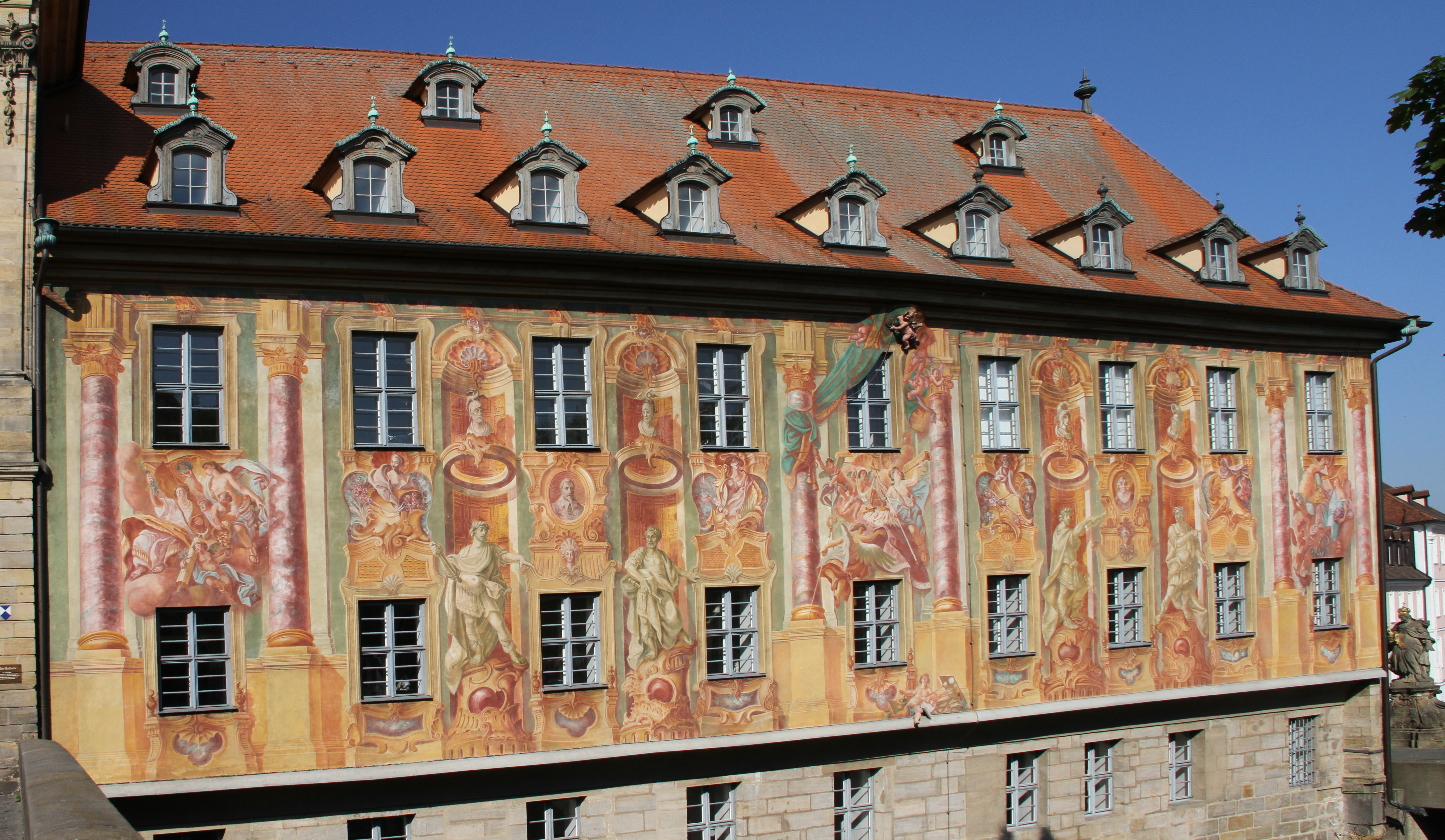
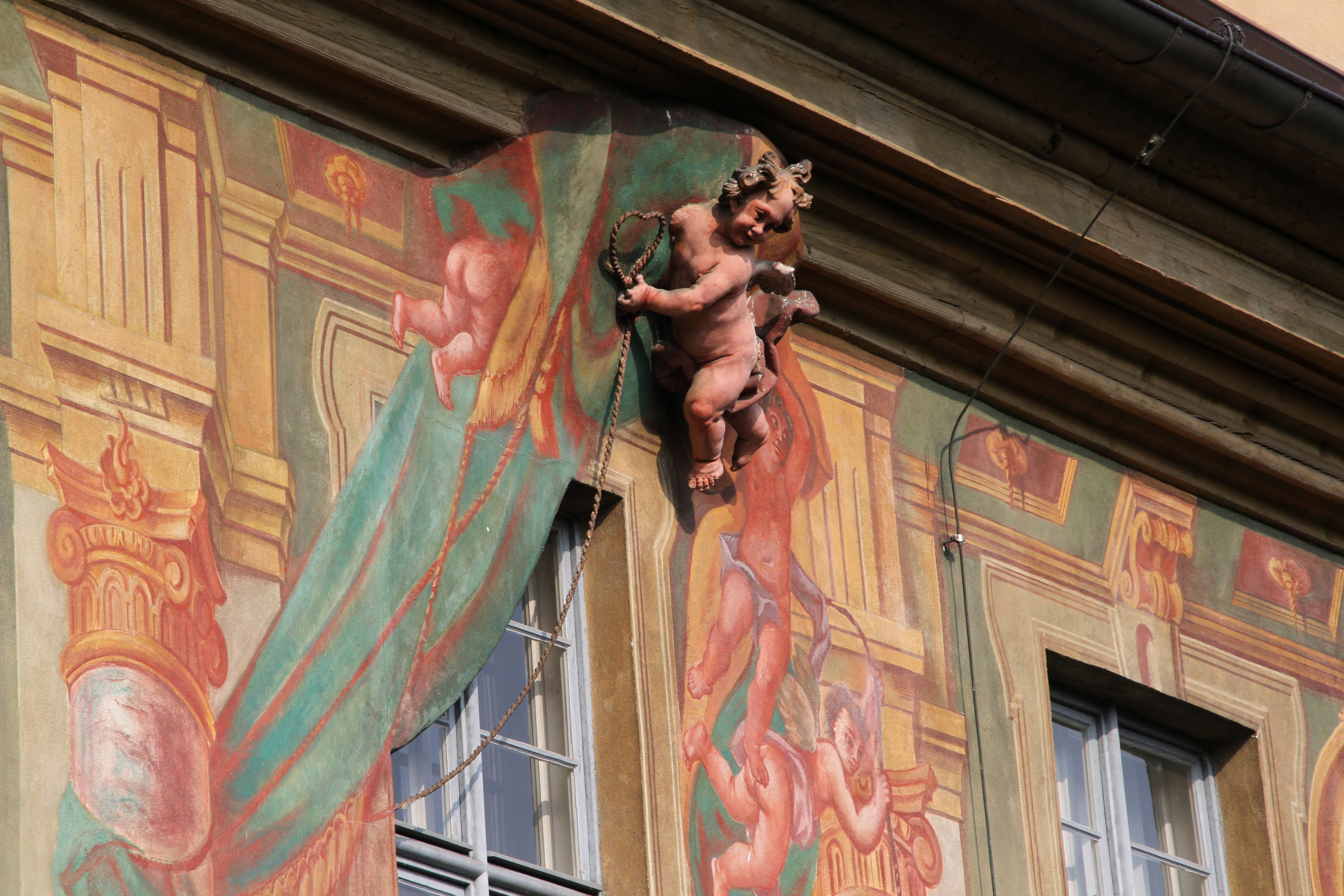
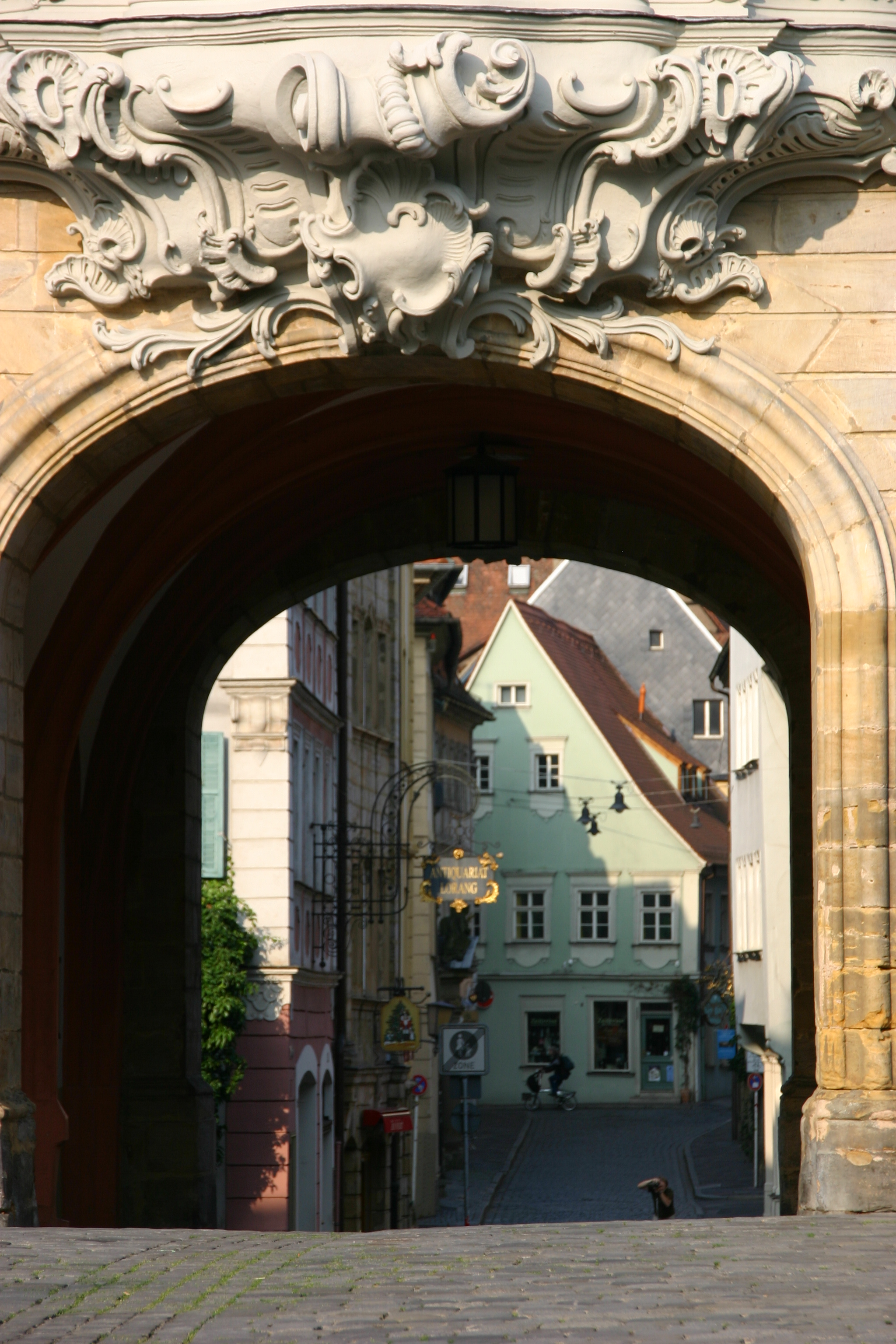
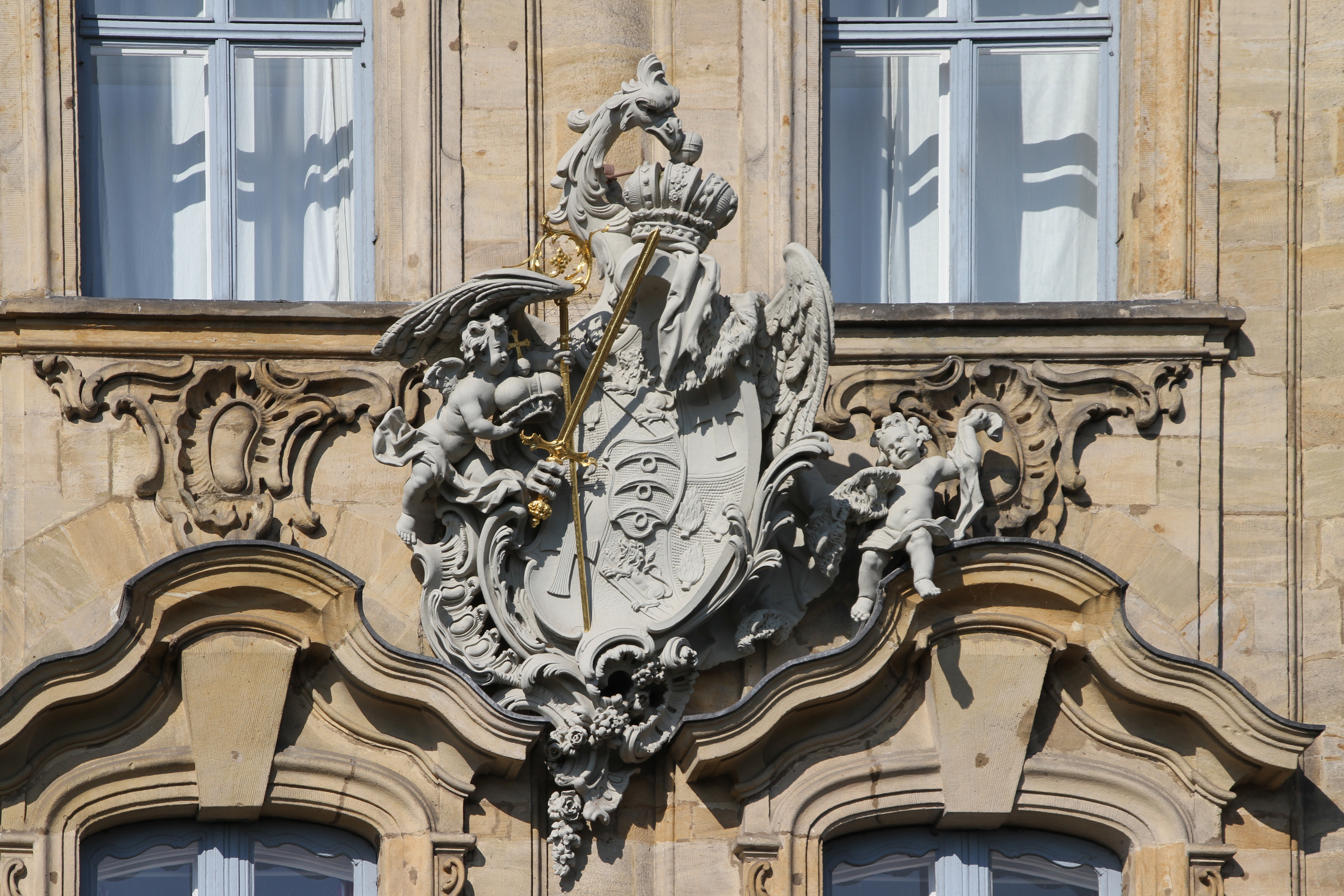